# مابلا ۵۱۰

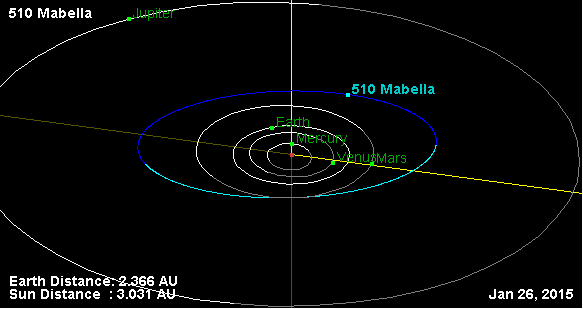
نمایی از محل قرارگیری سیارک مابلا ۵۱۰ در مدار – ۲۰۱۵

سیارک ۵۱۰ (به انگلیسی: 510 Mabella، نامگذاری:1903LT) پانصد و دهمین سیارک کشف شده‌است که در ۲۰ مه ۱۹۰۳ و در هایدلبرگ کشف شد.
قدر مطلق سیارک برابر ۹٫۷۳ است.